# Hakon Andersen
Jens Hakon Johannes Andersen (26. oktober 1875 – 21. april 1959) var en dansk organist, lærer og komponist.
Som mange andre komponister er Hakon Andersen blevet glemt, og hans værk har hurtigt mistet sin betydning. I dag kendes han kun for én børnesang, nemlig Se den lille kattekilling. Men hans betydning i samtiden var også en anden end komponistens. I foråret 1923 udkom sangbogen Danmark, redigeret af Albert Jørgensen. Københavns skoleborgmester Ernst Kaper henvendte sig til Carl Nielsen med henblik på en melodibog. Til den ende allierede Carl Nielsen sig med Hakon Andersen, som i forvejen var aktiv på skolesangens område. Denne bog blev startskuddet til en sand sværm af sangbøger til skolebrug, der siden er udkommet. I årene frem til ca. 1950 var Hakon Andersen en af hovedmændene i den proces bl.a. sammen med Finn Høffding.

## Citater
Finn Høffding i radiointerview 1993 om hvordan han lærte Hakon Andersen at kende:
Og jeg gik op til Wöldike og sagde, at jeg ville gerne være gymnasiesanglærer – der var jo ingen uddannelse for gymnasiesanglærere dengang – om hvordan jeg skulle bære mig ad med det, og så sagde han bare til mig: "Du skal gå ud til rømeren." Rømeren det var Hakon Andersen. Og til alt held, for han var udmærket.
Sven Westergaard i anmeldelse af bogen Musikkens Mestre b. 2 af Ejnar Jacobsen og Vagn Kappel i Dansk Musik Tidsskrift 1947 nr. 6:
Mærkeligt er det under alle Omstændigheder, at en Mand som Hakon Andersen ikke er omtalt. Hans Navn er nævnt tre Gange (i Forb. med Carl Nielsen, Finn Høffding og Karl Clausen) men der staar ikke, hvad han er for en Mand, og han er glemt i Personregisteret bag i Bogen….. Hvis Ejnar Jacobsen ikke kendte noget til H. A.'s Betydning som Komponist til ret faa, men meget fine Sange, som Kor-Arrangør (ogsaa af Carl Nielsen'ske Melodier og til dennes udelte Tilfredshed!), som Sangbogsudgiver, Kordirigent, Sanglærer gennem 50 Aar og utrættelig Forkæmper for god dansk Sang, kunde han blot have læst Carl Nielsens Forord til »Sangbogen Danmark«, Karl Clausens Artikel om ham i DM November 1945 eller spurgt Finn Høffding om hans Mening. H. A. maa da være af en vis Betydning, naar baade C. N. og F. H. har samarbejdet med ham ved Udgivelsen af fremragende Sangbøger, og det er utroligt, at Jacobsen ikke ved dette.

## Poster
- organist ved Bethlehemskirken i København 1898-1899
- organist ved Nathanaels kirke  1899-1921
- organist ved Helligåndskirken i København 1921-45
- musiklærer sang- og musiklærer Øregård Gymnasium 1905-50
- musiklærer ved Aurehøj Gymnasium 1906-46

## Musik
- Se den lille kattekilling
- Se det er tiden, da aksene falde (Den Danske Sang. 1949. Nr 279).
- 60 Danske Kanoner (sammen med Finn Høffding)
- Danmark (sangbog sammen med Carl Nielsen)
- Morgensang (sangbog)
- Danske Sange (sangbog)
- Statsbibliotekets materialer med bidrag af Hakon Andersen Arkiveret 28. september 2007 hos  Wayback Machine

## Læs mere
- Hakon Andersen 70 aar, Dansk Musik Tidsskrift 1945 nr. 9